# Natal da Portela (filme)
Natal da Portela é um filme brasileiro de 1988, do gênero drama, dirigido por Paulo César Saraceni.

## Sinopse
O filme é baseado na vida de uma pessoa real, um bicheiro deficiente que perdeu um braço durante a juventude, e que se torna "patrocinador" de uma escola de samba, um hospital e um orfanato.

## Elenco
- Milton Gonçalves .... Natal da Portela
- Almir Guineto .... Paulo da Portela
- Grande Otelo .... Seu Napoleão
- Zezé Motta .... Maria Elisa
- Paulo César Pereio
- Ana Maria Nascimento e Silva
- Zózimo Bulbul
- Maurício do Valle
- Maria Gladys
- Jacqueline Laurence
- Zezé Macedo
- Tony Tornado
- Sidney Marques .... Natal da Portela jovem
- Adele Fátima